# Dolomitellidae
Dolomitellidae zijn een uitgestorven familie van weekdieren uit de klasse van de Gastropoda (slakken).

## Taxonomie
De volgende taxa zijn bij de familie ingedeeld:
- Geslacht  † Dolomitella Bandel, 1994
  -  † Dolomitella semiornata (Kittl, 1894)
    - =  † Itltpsipleura semiornata Kittl, 1894[2]